# Ludmila Švédová
Ludmila Švédová z domu Schönová (ur. 13 listopada 1936 w Šumperku, zm. 10 lutego 2018 tamże) – czeska gimnastyczka, wicemistrzyni olimpijska. W czasie swojej kariery sportowej reprezentowała Czechosłowację.

## Kariera sportowa
Zdobyła srebrny medal w wieloboju drużynowym na mistrzostwach świata w 1958 w Moskwie, a w wieloboju indywidualnym zajęła 12. miejsce.
Na igrzyskach olimpijskich w 1960 w Rzymie również zdobyła srebrny medal w wieloboju drużynowym. W wieloboju indywidualnym zajęła 13. miejsce, w skoku przez konia  i ćwiczeniach na równoważni 10. miejsce, w ćwiczeniach wolnych 21. miejsce i w ćwiczeniach na poręczach 26. miejsce. Wywalczyła srebrny medal w wieloboju drużynowym na mistrzostwach świata w 1962 w Pradze, a w wieloboju indywidualnym zajęła 15. miejsce.